# Zabolotne, Busk
Zabolotne (în ucraineană Заболотне) este un sat în comuna Bolojîniv din raionul Busk, regiunea Liov, Ucraina.

## Demografie
Componența lingvistică a localității Zabolotne
     Ucraineană (100%)
Conform recensământului din 2001, toată populația localității Zabolotne era vorbitoare de ucraineană (100%).